# 嫌煙権訴訟
嫌煙権訴訟（けんえんけんそしょう）とは、日本において、1978年に弁護士・学者らが結成した「嫌煙権確立を目指す法律家の会」のうち弁護士12人が弁護団となり1980年4月7日に起こした民事訴訟

## 概要
国・国鉄・日本専売公社（後の日本たばこ産業）を被告とし、国鉄車両の半数以上を禁煙化するよう、また国鉄車両に乗ることによって煙害を受けている原告に損害賠償を求めた（当時、国鉄車両で禁煙車は新幹線「こだま」の16号車だけだった）。非喫煙者の権利を主張する訴訟は日本初のもので、問題提起型の訴訟。
この訴訟において国や専売公社を被告としているのは、たばこの有害性が明確になってきた1970年代以降も国は適切な行政政策（たとえば、省令・通達における職場や公共施設の禁煙化など）や立法措置をほとんど行わず、結果として非喫煙者の権利を侵害している・たばこの害を作り出し、その有害性を公にしない専売公社も対象であるとみなしたからである。
訴訟提起後、国鉄の列車の禁煙席設置や公共施設の分煙および禁煙化が進むようになる。

## 東京地方裁判所判決
昭和62年（1987年）3月27日、東京地方裁判所判決では
1. 国鉄以外にも交通手段は存在するので煙害を回避することは困難ではない。
2. 受動喫煙の害・不快感は認められるが、国鉄車内における受動喫煙は一過性であって受忍限度の範囲内である。
3. 日本社会が喫煙に寛容であることを判断基準にすべきである。

ことを理由に請求棄却された。原告側は、訴訟以降に国鉄車両の禁煙車・席が増加したことなどを判断し、実質的な勝訴とし控訴せず確定判決となった。